# Kriva Feja
Kriva Feja (cyr. Крива Феја) – wieś w Serbii, w okręgu pczyńskim, w mieście Vranje. W 2011 roku liczyła 590 mieszkańców.